# Gave du Marcadau
Pour les articles homonymes, voir Marcadau (homonymie).
Le gave du Marcadau est un torrent pyrénéen français, précurseur du gave de Jéret et à travers lui, du gave de Cauterets dont ils constituent le cours principal, dans le département des Hautes-Pyrénées, en Lavedan.
Il tire son nom du port du Marcadau, lieu d'échanges entre les deux versants de la chaîne pyrénéenne.

## Hydronymie
« Le terme « gave » désigne un torrent dans les Pyrénées occidentales. Il s'agit d'un hydronyme préceltique désignant de manière générale un cours d'eau de montagne. Ce nom de gave est utilisé comme nom commun et a une très grande vitalité, presque envahissante, puisque certains cours d'eau pyrénéens ont perdu, depuis un siècle, leur nom local pour devenir « le gave de... » ».

## Géographie
Le gave du Marcadau nait au cirque du Marcadau sur les flancs du port du Marcadau. Simplement dénommé ruisseau du port du Marcadau, il est rejoint par le gave de Cambalès et le ruisseau de Bassia au pied du cirque, puis par le gave d'Arratille en haut de la vallée du Marcadau, et prend alors son nom de gave du Marcadau. Il serpente dans cette vallée puis est rejoint au niveau du pont d'Espagne par le gave de Gaube pour former le gave de Jéret.

## Principaux affluents
Le gave du Marcadau résulte de la réunion en fond de vallée des :
- (G) gave des Batans, réunion des :
  - (G) gave de Cambalès, en provenance du col de Cambalès (2 706 m)
    - (G) ruisseau de Bassia, en provenance du lac de Bassia et du lac Nère

  - (D) ruisseau du port du Marcadau
- (D) gave d'Arratille, en provenance du col d'Arratille (2 501 m)

Abréviations : (G) ou (rg) Affluent rive gauche ; (D) ou (rd) Affluent rive droite ; (CP) Cours principal, signale le nom donné à une partie du cours d'eau prise en compte dans le calcul de sa longueur.
On peut aussi l'assimiler au ruisseau du Marcadau, faisant ainsi des gaves de Cambalès (2,4 km) puis d'Arratille (4,2 km) ses affluents.
Il se renforce enfin des eaux du vallon du Pouey Trénous (3,7 km, rive droite).

## Galerie d'images

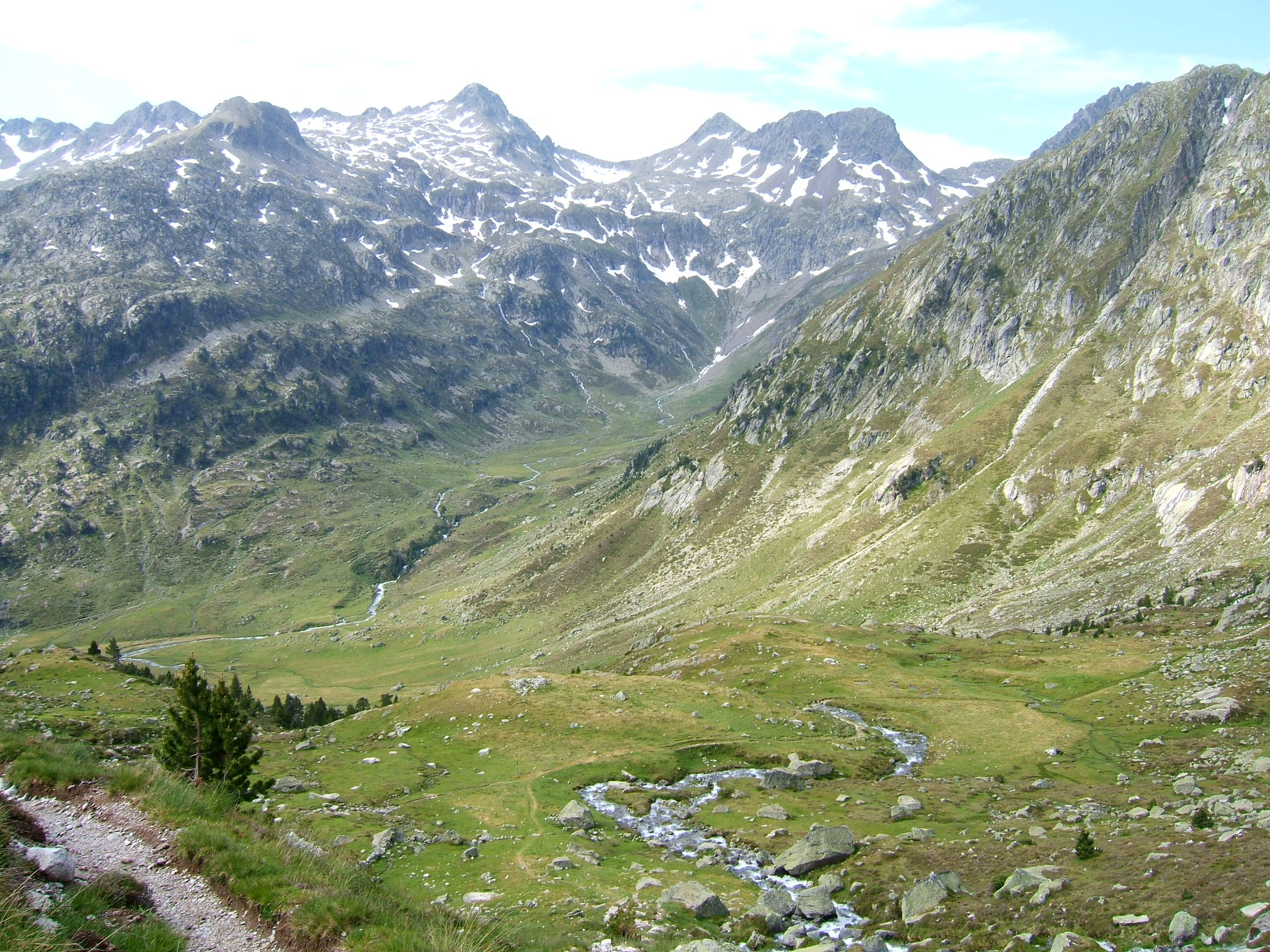
Au loin, le ruisseau du port de Marcadau.
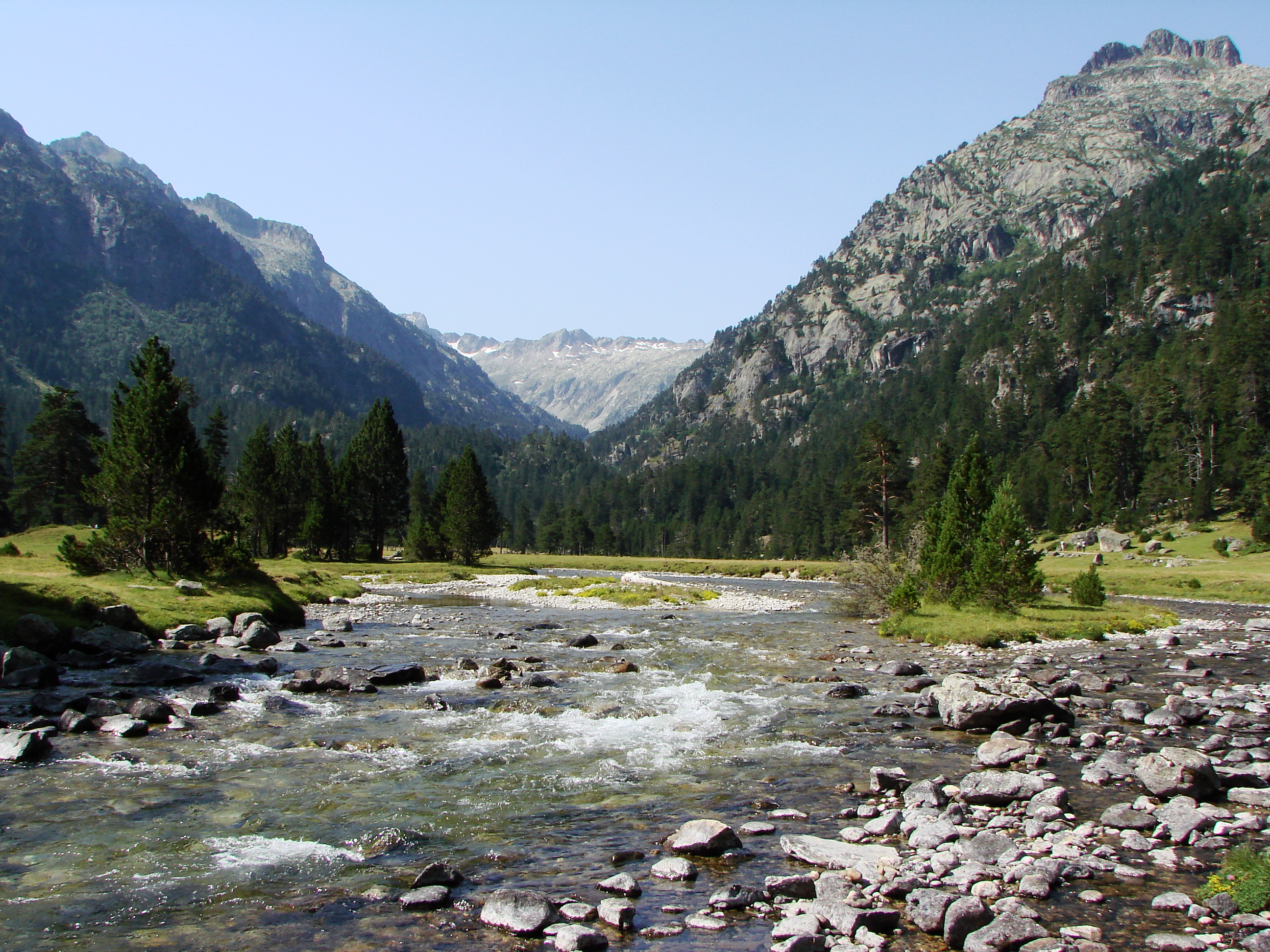
La vallée du Marcadau.
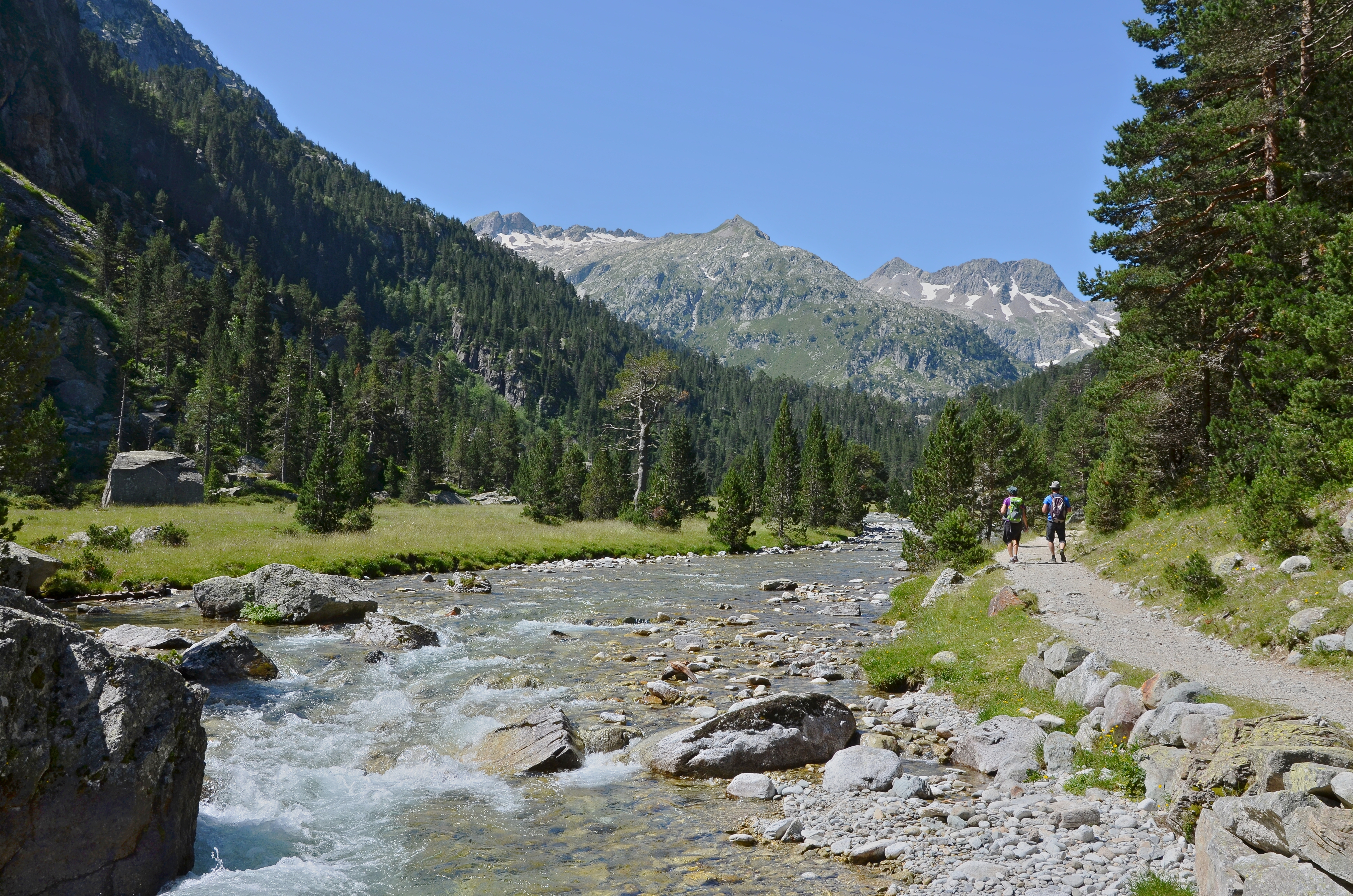
La vallée du Marcadau.
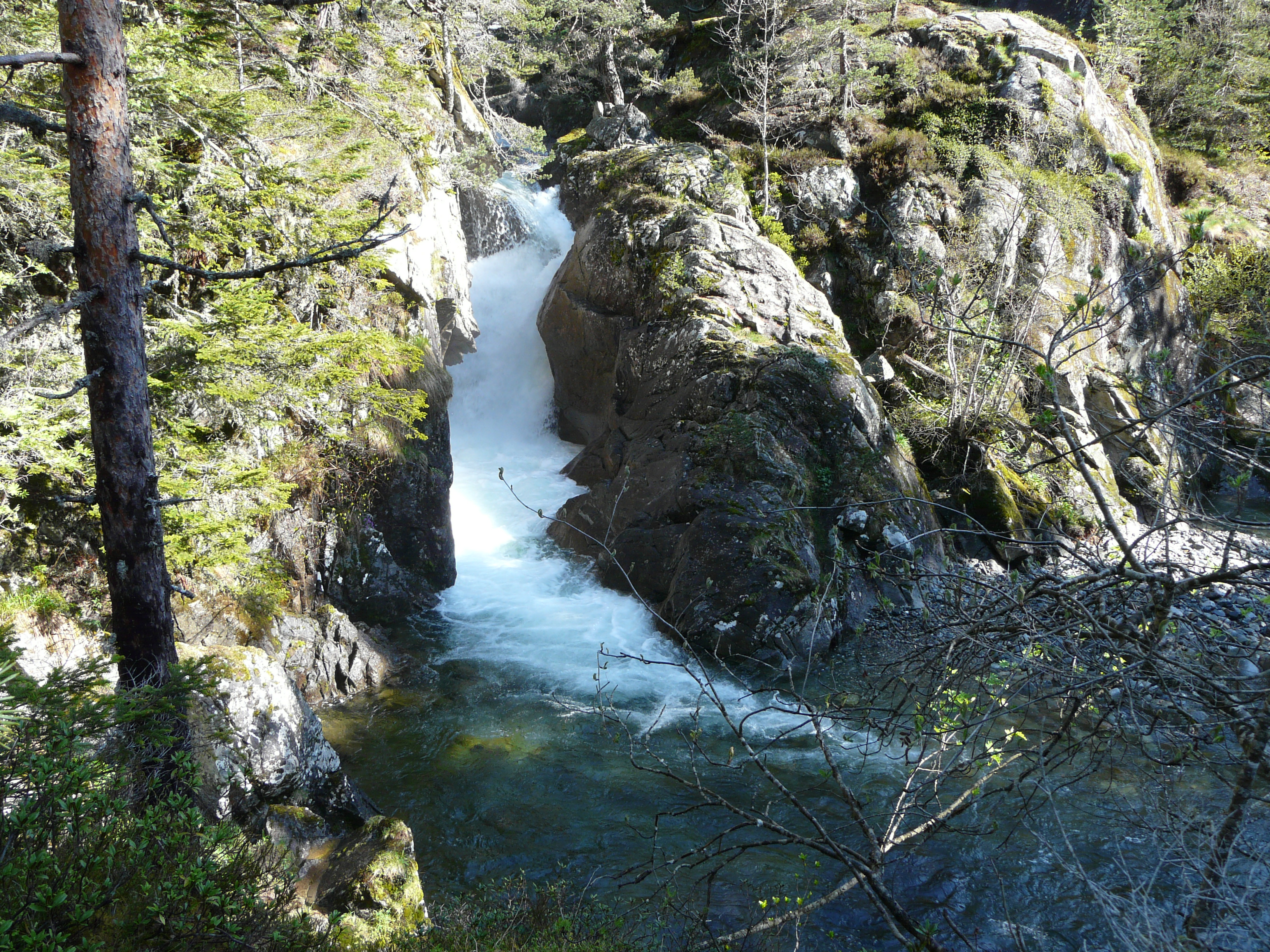
Une cascade en amont du pont d'Espagne.